# Alfred Foucher
Pour les articles homonymes, voir Foucher.
Alfred Charles Auguste Foucher, né le 21 novembre 1865 à Lorient et mort le 30 octobre 1952 à Sceaux, est un archéologue, philologue, historien de l'art, spécialiste du monde bouddhiste, du Gandhâra et indianiste français. Il a créé la Délégation archéologique française en Afghanistan puis réalisé des fouilles dans ce pays. Il fut directeur de l'École française d'Extrême-Orient de 1905 à 1907, succédant à Louis Finot. Alfred Foucher a étroitement associé son épouse Eugénie Bazin-Foucher à son travail de chercheur archéologique, d'ethnologue et d'écrivain.

## Biographie

### Origines et études
Fils d'un professeur de lettres, il devient orphelin de mère dans l'enfance, puis de père à l'adolescence. Il grandit avec son grand-père, sous-officier des douanes à la retraite. Boursier au lycée de Rennes puis au lycée Henri-IV, il intègre l'École normale supérieure en 1885.
Agrégé de lettres en 1888, diplômé de l'École pratique des hautes études (EPHE) en 1895 avec une thèse sur Les scènes figurées de la légende du Bouddha, Alfred Foucher, qui possédait une connaissance approfondie du sanscrit, est l'auteur d'innombrables travaux sur l'art bouddhiste, l'Inde et l'Afghanistan.
L’Académie française lui décerne le prix Langlois en 1894 pour la traduction de l'ouvrage Le Bouddha, sa vie, sa doctrine et sa communauté de Hermann Oldenberg.
Il conduit une mission dans le sous-continent en 1895-1897 et crée l'université de Santiniketan.
Il consacre son doctorat ès lettres à L'art gréco-bouddhique du Gandhâra (1905), sujet qu'il continuera d'alimenter sa vie durant. 
Alfred Foucher devient directeur de l'École française d'Extrême-Orient (EFEO) de 1905 à 1907 succédant à Louis Finot. C'est à l'École qu'il rencontre Eugénie Bazin, qui deviendra son épouse en 1919 . 
Il devient chargé de cours puis professeur de langues et littératures de l'Inde à la faculté des lettres de Paris (Sorbonne) à partir de 1907, jusqu'à sa retraite en 1936. Il est également directeur d’études à l'EPHE (Ve section).

### Huit ans en Asie
Alfred Foucher voyage en Asie entre 1918 et 1926, bientôt accompagné d'Eugénie Bazin-Foucher, dont il a demandé la main et qui le rejoint à Colombo sur l'île de Ceylan (aujourd'hui Sri Lanka), où ils se marient en 1919. Il a alors 53 ans et Eugénie Bazin a 29. 
Eugénie Bazin (1889-1952), dite « Ena », est née au Chesnay. Fille d'une institutrice laïque, elle étudie au lycée de jeunes filles de Versailles puis obtient une licence d'anglais à la Sorbonne et un diplôme d’études supérieures dans le même domaine, après avoir rédigé un mémoire sur Rabindranath Tagore. 
Ena s'inscrit ensuite à des séminaires sur l'Inde et l'Asie orientale à l'EPHE, dont celui de Sylvain Lévi, et baigne dans le petit milieu des femmes orientalistes de l'époque, qui comprend Suzanne Karpelès. Dotée d’une très bonne éducation classique, elle rencontre Alfred Foucher durant sa scolarité.
Durant ces huit années asiatiques, le couple passe par l'Inde (février 1918-mars 1921), la Perse (juin 1921-mars 1922), l'Afghanistan (mars 1922-novembre 1925) puis le Japon (janvier-septembre 1926). En Inde, Alfred Foucher travaille pour l'Archaeological Survey of India. Ena l'assiste activement, comme secrétaire, traductrice et intendante ; elle lit beaucoup d'ouvrages d'histoire, de linguistique ou d'archéologie. Alfred Foucher la présente comme la « première Française à avoir visité l'Afghanistan » ; elle se passe d'interprète pour s'entretenir avec la reine Soraya Tarzi. 

#### La mission Foucher en Afghanistan (1922-1925)
En 1922, après des négociations avec Kaboul, Alfred Foucher a créé la Délégation archéologique française en Afghanistan (DAFA), consécutive à une convention archéologique signée avec la Perse en 1895, dont il a conservé le modèle ; il est le directeur de la DAFA de 1922 à 1945. La convention assurait l'influence archéologique française en Asie avec les deux autres institutions créés : la DAFA (1922) et l'École française d'Extrême-Orient (1898).  
D'après l'historienne Annick Fenet : « C'est du côté de l'EFEO qu’il faut chercher les origines du programme de travail initial tracé par l’orientaliste : enseignement, musée, mise en place d’un service des antiquités. En effet, les tâches menées par celui-ci en Afghanistan présentent de nombreuses similitudes avec les différents points du rapport présenté par Louis Finot en décembre 1901 sur la jeune institution de l'EFEO, alors que Foucher la dirige depuis plusieurs mois. Pour la conservation, ce dernier a fixé, en accord avec le gouverneur général Paul Doumer, « un arrêté qui assure désormais aux antiquités de l’Indo-Chine une protection efficace », et a mis en chantier une « carte archéologique » accompagnée d’un « inventaire » ».
Il est « directeur de l'EFEO en 1901 par intérim en remplacement de Louis Finot (1864-1935), son premier directeur et ami, puis en 1905-1907, fondateur et premier directeur de la DAFA à partir de 1922, fouilleur du célèbre site de Bactres en 1924-1925 ».
En 1923, Alfred Foucher fouille des sites archéologiques afghans notamment à Bactres et à Taxila avec André Godard ; les résultats sont cependant décevants par rapport à ses attentes. La mission archéologique du couple reçoit peu de crédits et évolue sous un climat et un environnement hostile, au point que leurs conditions deviennent spartiates en Bactriane. De temps à autre, Alfred Foucher mène des tournées d'exploration à cheval en compagnie du directeur du musée Guimet Joseph Hackin. Dans sa correspondance, son épouse Eugénie Bazin confie des réflexions empreintes de féminisme et d'orientalisme scientifique, non dénuées d'humour. 
Alfred Foucher négocie avec la délégation archéologique française une clause de convention franco-afghane dans les recherches archéologiques en Afghanistan qu'il a par la suite combattu en se rendant compte que la tâche était immense et que ses collègues étrangers souhaitaient se joindre à cette tâche. Mais les Afghans restèrent inflexible sur cette clause.

#### Retour vers le Japon et la France
Une nouvelle mission les conduit à Tokyo, où le couple retrouve un entourage jugé plus civilisé ; ils rencontrent l'ambassadeur Paul Claudel.
À leur retour, ils s'installent à Sceaux, où ils achètent une maison en 1927 ; ils n'ont pas d'enfant. Ils ne repartiront plus jamais en Asie, ne se déplaçant ensuite qu'en France ou en Europe du Nord, mais Alfred Foucher de préciser : « nous voyageons toujours ensemble, ma femme Eugénie et moi, c’est une vieille habitude que nous avons gardée de notre tournée d’Asie ».

### Suite de sa carrière
Alfred Foucher collabore ou favorise les travaux de plusieurs femmes indianistes, comme Nadine Stchoupak, Alice Getty (1865-1946), Luigia Nitti-Dolci (1903-1939), Helena de Willmann-Grabowska, Jane Helen Rowlands (en), Zenobia Bamboat et Jeannine Auboyer.
Dans sa correspondance et ses interventions, il met en valeur les apports importants de son épouse Eugénie Bazin dans son travail mais déplore le manque de reconnaissance dont elle est l'objet. Ainsi, lorsqu'il est décoré de la Légion d'honneur, il regrette ainsi qu'Ena ait été « complètement oubliée par notre Gouvernement ». Eugènie Bazin continua à travailler, aux côtés de son époux puis plus personnellement, donnant par exemple des conférences « sur l'Inde dans les Poèmes antiques de Leconte de Lisle » à l'École normale supérieure de jeunes filles. Leur complicité intellectuelle renvoie à celle du couple d'archéologues Marcel et Jane Dieulafoy.
En 1928, Alfred Foucher est élu membre de l'Académie des inscriptions et belles-lettres. Il est aussi membre de la Société asiatique depuis 1892, rejoint par son épouse en 1937.
On lui doit, entre autres, un ouvrage devenu « classique » :  La vieille route de l'Inde de Bactres à Taxila, rédigé avec son épouse, Eugénie Bazin-Foucher, Paris, Les Éditions d'art et d'histoire, 1942-1947, (Mémoires de la délégation archéologique française en Afghanistan, t. I et II). Le couple collabore aussi séparément à l'ouvrage collectif La civilisation iranienne (Perse, Afghanistan, Iran extérieur (Paris, 1952, Bibliothèque historique Payot). Ena a personnellement publié trois articles et un compte rendu de quatre monographies sur la numismatique et l'iconographie indiennes, ainsi qu'un article de 1941 sur l'Iran.
Alfred Foucher meurt peu après son épouse, décédée à l'âge de 63 ans, la même année, le 30 octobre 1952 à Sceaux, à l'âge de 86 ans.

## Œuvres
- « Ksemendra. Le Buddhâvatâra », JA 20/8e série, p. 167-175; 1892
- Étude sur l'iconographie bouddhique de l'Inde d'après les documents nouveaux, Paris, 1900,
- Étude sur l'iconographie bouddhique de l'Inde d'après des textes inédits, Paris, E. Leroux, 1905.
- L'art gréco-bouddhique du Gandhâra. Étude sur les origines de l'influence classique dans l'art bouddhique de l'Inde et de l'Extrême-Orient, 2 t. [t. 1 : 1905 ; t. 2 en trois fasc. : 1918, 1922, 1951], Paris, Imprimerie nationale (PEFEO, 5 et 6).
- « Notes d'archéologie bouddhique : I, Le stupa de Boro-Budur ; II, Les bas-reliefs de Boro-Budur ; III, Iconographie bouddhique à Java », Bulletin de l'École française d'Extrême-Orient 9, p. 1-50 ; 1909.
- « Notes sur l'itinéraire de Hiuan-tsang en Afghanistan », dans Études asiatiques publiées à l'occasion du 25e anniversaire de l'École française d'Extrême-Orient, Paris, G. van Oest (PEFEO, 19), p. 257-284 ; 1926.
- The monuments of Sâñchî, (avec John Marshall), 3 vol., [Delhi, Government Press] ; 1939.
- La vieille route de l'Inde de Bactres à Taxila, (avec E. Bazin-Foucher), 2 vol., Paris, Éd. d'Art et d'Histoire ; 1942-1947.La Vieille Route de l'Inde de Bactres à Taxila : vol.1 La Vieille Route de l'Inde de Bactres à Taxila : vol. 2.
- Éléments de systématique et de logique indiennes : Le Compendium des topiques (Tarka-samgraha) d'Annam-Bhatta, Paris, Adrien-Maisonneuve ; 1949.
- La vie du Bouddha, d'après les textes et les monuments de l'Inde, Paris, Payot ; 1949 .
- Les vies antérieures du Bouddha, d'après les textes et les monuments de l'Inde, Paris, PUF ; 1955.

## Archives
Les archives d'Alfred et Ena Foucher sont conservées à la Bibliothèque de la Société asiatique (Paris).

## Sources
- Biographie sur le site de l'École française d'Extrême-Orient : efeo.fr
- P.-S. Filliozat, J. Leclant (éd.), Bouddhismes d'Asie. Monuments et littératures. Journée d'étude en hommage à Alfred Foucher (1865-1952) réunie le 14 décembre 2007 à l'Académie des Inscriptions et Belles-Lettres (palais de l'Institut de France), Paris, 2009, 314 p. (avec bibliographie inédite et commentée des œuvres de Foucher).
- A. Fenet, Documents d’archéologie militante. La mission Foucher en Afghanistan (1922-1925), Paris, 2010, 695 p. (Mémoires de l’Académie des Inscriptions et Belles-Lettres 42).
- A. Fenet, « Les archives Alfred Foucher (1865-1952) de la Société asiatique (Paris) », Anabases VII, 2008, p. 163-192.